# Песня-73
«Песня-73» — третий советский телевизионный фестиваль эстрадной песни из серии «Песня года». Финальный концерт проводился в Останкино, записывался 22 декабря, транслировался по телевидению 1 января 1974 года.
Производство: Главная редакция музыкальных программ.
Продолжительность — 2 часа 52 минуты, количество песен — 33 (включая финальную), впервые в цветном изображении.
Автор сценария: Майя Саймонова и Виктор Черкасов, режиссёр-постановщик: Виктор Черкасов, режиссёр: Виктор Мееровский.
Оркестр — эстрадно-симфонический оркестр Центрального телевидения и Всесоюзного радио, дирижёр народный артист РСФСР, лауреат премии Ленинского комсомола Юрий Силантьев.
Ведущие — Анна Шилова, Игорь Кириллов, в жюри — Элеонора Беляева. Жюри переместилось со сцены в зал. Члены жюри не ведущие музыкальных теле и радио-программ, как было на предыдущих фестивалях Песня-71 и Песня-72, а руководители музыкальных государственных коллективов (среди них и народный артист СССР, оперный певец Иван Петров, народная артистка РСФСР Александра Прокошина) .
Гимн фестиваля — «Песня остается с человеком» (композитор Аркадий Островский, стихи Сергей Островой).

## Фон
История фестиваля «Песня года» была тесно связана с историей страны, на нём отражались все перемены, происходившие в обществе.
В СССР, в 1973 году, продолжается период застоя, вся культура поделена на официальную и «подпольную», государством не признаваемую. Новый Год —главный праздник СССР. Жизнь в стране бедна на внешние события, нет индустрии досуга, поэтому для советского человека к телевизору сводится почти вся культурная жизнь, советские люди смотрят одни и те же новости и фильмы, смеются одним шуткам, поют одни песни, узнают одни лица, знают фамилии советских хоккеистов.
Сложились следующие подсистемы пространства культуры: авторская песня, русский рок и советская песня.
Фольклор не моден, но поощряем, рок моден, но не поощряем.
Мейнстримом советской эстрады на радио и телевидении были патетические песни-синтезы былинного распева, народной песни, трагических арий и ариозо и песни, восходящие к традициям русского романса, но дополненные элементами свинга, твиста и других современных жанров.
С песней «Гляжу в озера синие…» Ольга Воронец вышла в финал «Песни-73». В песне были отражены особенности национального пейзажа («озера синие», «в полях ромашки рву»), была отсылка к именам: «Меня здесь русским именем // Когда-то нарекли», Великая Отечественная война, не была названа, но подразумевалась: Не все вернулись соколы, — Кто жив, а кто убит… Но слава их высокая Тебе принадлежит. Образ России наделяется в этой песне женскими чертами (влияние поэзии Александра Блока): «Красу твою не старили // Ни годы, ни беда». Слова «краса» вместо «красота», а также «соколы»-воины отсылали к образам русского устного народного творчества.
Ответом на цензуру становится бум советского фолк-рока, возглавляемый лидером жанра с официальным статусом — белорусским ансамблем «Песняры», благодаря им весь СССР запел по-белорусски.
В 1973 году набирает популярность группа Цветы под руководством Стаса Намина, допущенная играть рок-музыку на советской эстраде и к выпуску на фирме «Мелодия» гибких пластинок, сделавшихся очень востребованными, но вскоре (1975) группа расформирована (в отличие от «Песняров») с запрещением даже её названия.
Неподцензурная авторская песня очень востребована в народе, не имеет официального статуса и слушается на магнитофонах. В 1973 году был запрещён бард Александр Галич, длительное время находившийся на вершине советской писательской номенклатуры. В 1973 году вся страна узнала автора песни «Милая моя, солнышко лесное» Юрия Визбора в персонаже Бормане из «Семнадцать мгновений весны» (1972), но путь для него в эфир оставался закрытым.

## Дебюты
- Валентина Толкунова (с песнями Одинокая гармонь, «Серебряные свадьбы»[21]
- поэт Михаил Рябинин ( за песню «Счастливый день», музыка Владимира Дмитриева, исполнитель Эдуард Хиль)[22]
- ВИА Самоцветы с двумя песнями Мой адрес – Советский Союз и Увезу тебя я в тундру[23]

## Хиты
- «Мелодия», пик в карьере Муслима Магомаева как исполнителя и одна из сильнейших песен о любви семидесятых[14], исполнена дважды[2]
- «Мгновения», саундтрек к телесериалу «Семнадцать мгновений весны» (1972), стала одним из самых узнаваемых советских кинохитов и прославила композитора Микаэла Таривердиева, что не помешала уличать его в плагиате на французского композитора Франсиса Ле[14]. «Мгновения» — самая знаменитая песня про разведчиков, но без упоминания о них[14]. Секрет песни в том, что она в меру героическая, торжественная и одновременно лирическая[14]
- Мой адрес — Советский Союз, мобилизационный посыл заслоняет танцевальная мелодия, официальный патриотизм соединяется с легкомысленной эстрадой, что и делает песню хитом[14][23]
- «Серебряные свадьбы» (исполнительница Валентина Толкунова)[24][14].
- Одинокая гармонь
- «Лесной олень» (исполнитель Большой детский хор ЦТ и ВР)[25][14]
- Спят усталые игрушки  (исполнитель Большой детский хор ЦТ и ВР) [25]
- Песня о моём городе (из т/ф «Кишинёв, Кишинёв») прозвучала в отборочном майском выпуске фестиваля «Песня-73», вышла в финал и была исполнена Софией Ротару и ансамблем Червона Рута в новогоднем фестивальном финальном концерте[26][27]. С «Песни-73» София Ротару неизменно появлялась на каждом финальном концерте Песни года и стала рекордсменом по частоте побед, уступив первенство лишь Льву Лещенко. Зрители неустанно следили за нарядами Софии Ротару (модельер Алла Дутковская)[28]
- Школьный вальс (Исаак Дунаевский, Михаил Матусовский, исполнитель Муслим Магомаев)[1]
- «Дрозды» (Владимир Шаинский, Сергей Островой, исполнитель Геннадий Белов)[14][1]
- «Разве тот мужчина» (Оскар Фельцман, Расул Гамзатов, исполнитель Муслим Магомаев)[1]
- «Взрослые дочери» (Оскар Фельцман, Николай Доризо, исполнительница Ольга Воронец)[1]
- «Золушка» (Игорь Цветков, Илья Резник, исполнительница Таисия Калиниченко)[14][1]
- «Где-то далеко» (Микаэл Таривердиев, Роберт Рождественский, исполнитель Иосиф Кобзон)[1][29]
- «Счастливый день» (Владимир Дмитриев, Михаил Рябинин исполнитель Эдуард Хиль)[1]
- Я люблю тебя, жизнь[1] (1958).

## Лауреаты фестиваля
| №  | Название                                                                                        | Автор музыки         | Автор текста                              | Исполнитель                                                                                         | Примечание                                   |
| -- | ----------------------------------------------------------------------------------------------- | -------------------- | ----------------------------------------- | --------------------------------------------------------------------------------------------------- | -------------------------------------------- |
| 1  | «Песня остаётся с человеком» (гимн фестиваля)                                                   | Аркадий Островский   | Сергей Островой                           | Эстрадно-симфонический оркестр ЦТ и ВР                                                              | оркестр п/у Юрия Силантьева                  |
| 2  | «Расцветай, земля весенняя»                                                                     | Валентин Левашов     | Владимир Харитонов                        | Ольга Воронец и народный хор подмосковного совхоза «Белая дача»                                     | х/р хора нар.арт. РСФСР Александра Прокошина |
| 3  | «Ночной патруль»                                                                                | Серафим Туликов      | Олег Милявский                            | Юрий Богатиков и оркестр московской милиции                                                         |                                              |
| 4  | Школьный вальс                                                                                  | Исаак Дунаевский     | Михаил Матусовский                        | Муслим Магомаев, хор Московского дома учителя и инструментальный ансамбль п/у А.Сосновского         |                                              |
| 5  | «Когда поют солдаты»                                                                            | Юрий Милютин         | Марк Лисянский                            | Лев Лещенко и ансамбль песни и пляски МВО п/у Сурена Баблоева                                       |                                              |
| 6  | «Текстильный городок»                                                                           | Ян Френкель          | Михаил Танич                              | Валентина Толкунова и ансамбль «Ткачихи» Щелковского хлопчатобумажного комбината Московской области |                                              |
| 7  | «Не зря тебя назвали москвичом»                                                                 | Александра Пахмутова | Николай Добронравов                       | Эдуард Хиль и оркестр АЗЛК                                                                          |                                              |
| 8  | «Дрозды»                                                                                        | Владимир Шаинский    | Сергей Островой                           | Геннадий Белов и ансамбль «Советская песня»                                                         |                                              |
| 9  | «Ночной патруль»                                                                                | Серафим Туликов      | Олег Милявский                            | Юрий Богатиков и оркестр московской милиции                                                         |                                              |
| 10 | «Разве тот мужчина»                                                                             | Оскар Фельцман       | Расул Гамзатов, перевод Якова Козловского | Муслим Магомаев                                                                                     |                                              |
| 11 | «Гляжу в озера синие» (из телесериала Тени исчезают в полдень, 7 серия, 1971 год) см. Песня- 72 | Леонид Афанасьев     | Игорь Шаферан                             | Ольга Воронец                                                                                       |                                              |
| 12 | Мой адрес — Советский Союз                                                                      | Давид Тухманов       | Владимир Харитонов                        | ВИА «Самоцветы»                                                                                     |                                              |
| 13 | «Сын России»                                                                                    | Серафим Туликов      | Владимир Харитонов                        | Лев Лещенко и ансамбль «Советская песня»                                                            |                                              |
| 14 | «Мы тоже — советская власть»                                                                    | Александра Пахмутова | Николай Добронравов                       | Большой детский хор ЦТ и ВР                                                                         | хор п/у Виктора Попова                       |
| 15 | «Лесной олень» (1972) из к/ф Ох, уж эта Настя!                                                  | Евгений Крылатов     | Юрий Энтин                                | Большой детский хор ЦТ и ВР, солистка Инна Курилова                                                 | хор п/у Виктора Попова                       |
| 16 | Трус не играет в хоккей, см. Песня-71                                                           | Александра Пахмутова | Сергей Гребенников и Николай Добронравов  | Большой детский хор ЦТ и ВР                                                                         | хор п/у Виктора Попова                       |
| 17 | «Песня крокодила Гены» из мультфильма Чебурашка, см. Песня-72                                   | Владимир Шаинский    | Александр Тимофеевский                    | Большой детский хор ЦТ и ВР                                                                         | хор п/у Виктора Попова                       |
| 18 | Спят усталые игрушки                                                                            | Аркадий Островский   | Зоя Петрова                               | Большой детский хор ЦТ и ВР, солисты Роза Агишева, Дима Голов, Майя Ермолаева                       | хор п/у Виктора Попова                       |
| 19 | Увезу тебя я в тундру, см. Песня-72                                                             | Марк Фрадкин         | Михаил Пляцковский                        | ВИА «Самоцветы»                                                                                     |                                              |
| 20 | Одинокая гармонь                                                                                | Борис Мокроусов      | Михаил Исаковский                         | Валентина Толкунова                                                                                 |                                              |
| 21 | За того парня (из к/ф Минута молчания), см. Песня-72                                            | Марк Фрадкин         | Роберт Рождественский                     | Лев Лещенко и Ансамбль песни и пляски МВО                                                           | ансамбль п/у Сурена Баблоева                 |
| 22 | «Взрослые дочери»                                                                               | Оскар Фельцман       | Николай Доризо                            | Ольга Воронец                                                                                       |                                              |
| 23 | «Мелодия»                                                                                       | Александра Пахмутова | Николай Добронравов                       | Муслим Магомаев и ансамбль «Советская песня»                                                        |                                              |
| 24 | «Давно не бывал я в Донбассе»                                                                   | Никита Богословский  | Николай Доризо                            | Юрий Богатиков                                                                                      |                                              |
| 25 | «Золушка»                                                                                       | Игорь Цветков        | Илья Резник                               | Таисия Калинченко                                                                                   |                                              |
| 26 | «Мгновения»                                                                                     | Микаэл Таривердиев   | Роберт Рождественский                     | Иосиф Кобзон                                                                                        |                                              |
| 27 | «Где-то далеко»                                                                                 | Микаэл Таривердиев   | Роберт Рождественский                     | Иосиф Кобзон -                                                                                      |                                              |
| 28 | «Серебряные свадьбы»                                                                            | Павел Аедоницкий     | Екатерина Шевелева                        | Валентина Толкунова                                                                                 |                                              |
| 29 | «Если б камни могли говорить»                                                                   | Игорь Лученок        | Роберт Рождественский                     | Валерий Кучинский                                                                                   |                                              |
| 30 | «Благодарю тебя», см. Песня-72                                                                  | Арно Бабаджанян      | Роберт Рождественский                     | Муслим Магомаев                                                                                     |                                              |
| 31 | «Счастливый день»                                                                               | Владимир Дмитриев    | Михаил Рябинин                            | Эдуард Хиль и ансамбль «Советская песня»                                                            |                                              |
| 32 | Песня о моем городе — (из т/ф «Кишинёв, Кишинёв»)                                               | Евгений Дога         | Георгий Водэ, перевод Владимира Лазарева  | София Ротару                                                                                        |                                              |
| 33 | «Березовый сок» (из к/ф Мировой парень), см. Песня-72                                           | Вениамин Баснер      | Михаил Матусовский                        | Эдуард Хиль                                                                                         |                                              |
| 34 | Я люблю тебя, жизнь                                                                             | Эдуард Колмановский  | Константин Ваншенкин                      | Иван Петров                                                                                         |                                              |
| 35 | «Марш весёлых ребят» (из кинофильма «Весёлые ребята») (гимн фестиваля)                          | Дунаевский Исаак     | Лебедев-Кумач Василий                     | все участники                                                                                       |                                              |

## Хиты не попавшие на фестиваль
- Звенит январская вьюга (музыка Александра Зацепина, стихи Леонида Дербенёва, поёт Нина Бродская)[14], «Разговор со счастьем»[30](музыка Александра Зацепина, стихи Леонида Дербенёва, поёт Валерий Золотухин) из к/ф Иван Васильевич меняет профессию
- Есть только миг (музыка Александра Зацепина, стихи Леонида Дербенёва, поёт Анофриев Олег)[14][30] из к/ф «Земля Санникова»
- «Стою на полустаночке» (поёт Валентина Толкунова)[14]
- песни ВИА Весёлые ребята «Если любишь ты» (музыка Юрия Антонова, стихи Леонида Дербенёва), «Как прекрасен этот мир» (музыка Давида Тухманова, стихи Владимира Харитонова)[14]
- «Листья закружат» (ВИА Поющие сердца)[14]